# ベネデット・ディ・サヴォイア

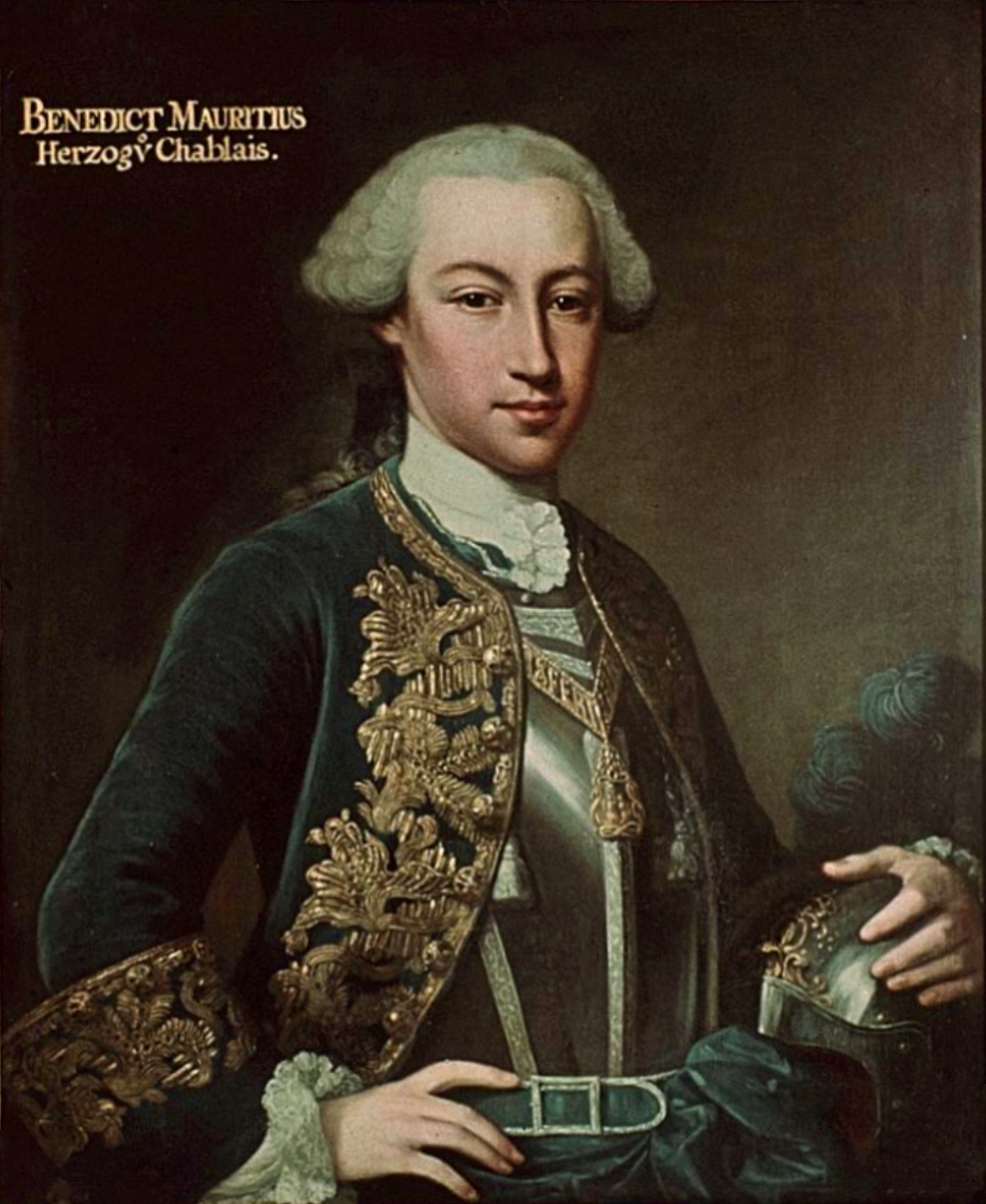
シャブレー公爵、1770年頃、画家不明、ホーフブルク宮殿蔵

ベネデット・マリーア・マウリツィオ・ディ・サヴォイア（Benedetto Maria Maurizio di Savoia, 1741年6月21日 ヴェナリーア宮殿 - 1808年1月4日 ローマ）は、ピエモンテ＝サルデーニャの王族・軍人。シャブレー（キアブレーゼ）公爵。

## 生涯
サルデーニャ王カルロ・エマヌエーレ3世とその3番目の妻エリザベート・テレーズ・ド・ロレーヌの間の第3子・次男。両親は従兄妹同士だった。父にとっては6番目の息子で末子。洗礼名は時の教皇ベネディクトゥス14世の教皇名に因む。生後間もなく母を亡くし、同母兄姉2人も夭折した。誕生と同時にシャブレー公爵の称号を授与された。
トスカーナの国主でもある神聖ローマ皇帝フランツ1世は母方伯父であり、皇帝は自分の娘マリア・クリスティーナを甥のベネデットに嫁がせようとしたが、クリスティーナがアルベルト・フォン・ザクセンとの恋愛結婚に走ったため、実現しなかった。
1753年、父王は12歳のベネデットのために、トリノ王宮の敷地内の一角に専用の殿邸であるキアブレーゼ宮殿を建てて与えた。同宮殿は当時のピエモンテ地方の代表的な建築家だったベネデット・アルフィエーリの設計になる。1763年、父王よりシャブレー公爵領及びこれに付属する9村落を所領として授けられた。翌1764年にはその資産にアリエ公爵城を含むアリエの所領が加えられた。ベネデットは建築家イニャツィオ・ビラーゴ・ディ・ボルガーロに命じて公爵城の大規模な改修を行わせた。
1774年の父王の死後、異母兄ヴィットーリオ・アメデーオ3世が王位を継いだ。翌1775年3月19日、ベネデットはトリノ王宮で、兄王の第4王女マリーア・アンナと結婚したが、間に子は生まれなかった。1796年6月19日、ヴィットーリオ・アメデーオ3世よりイヴレーア侯爵領を授与された。
優秀な軍事指導者であり、第一次対仏大同盟戦争ではサルデーニャ軍を率いてフランスのイタリア方面軍と戦い、ロアーノの戦いなどで指揮を執った。亡命地のローマで死去し、同市内サン・ニコラ・デイ・チェザリーニ教会に埋葬されたが、後にトリノのスペルガ大聖堂に改葬された。

## 引用・脚注
1. 1 2   Reale Accademia di Medicine. (1869) 2010年8月26日閲覧。
2. 1 2 3 4  “Savoia”. 2010年8月26日閲覧。
3. ↑  Alberto Virgilio, Napoleon Turin, Turin, rep.1989, ed. Viglongo
4. 1 2  “Storia di Agliè”. 2010年6月22日時点のオリジナルよりアーカイブ。2010年8月26日閲覧。
5. ↑  Artemont. Louis Leopold d',  A Sister of Louis XVI; Marie-Clotilde de france, queen of Sardinia (1759-1802), London, London, 1911, pg.86